# Inga Fischer-Hjalmars
Inga Fischer-Hjalmars (nascuda Fischer; 16 gener 1918, Estocolm - 17 setembre 2008, Lidingö) va ser una física, química i farmacòloga sueca internacionalment aclamada, i una pionera en química quàntica. Va ser una de les pioneres en l'aplicació de mecànica quàntica per solucionar problemes en química teòrica. Fischer-Hjalmars també va exercir com a Chair del Standing Committee del Consell Internacional per a la Ciència per la Lliure Circulació de Científics.

## Biografia
Els pares de Fischer-Hjalmars eren l'enginyer civil Otto Fischer i Karen Beate Wulff.
El 1939 es va graduar en Farmacia, el1944 va obtenir un títol de màster en física, química i matemàtiques, i continuant amb els estudis de postgrau, es va ”llicenciar” en mecànica el 1949, i un anys després en química.
Fischer-Hjalmar es va casar amb Stig Hjalmar, professor d'enginyeria mecànica.
El 1949, va començar a treballar en el seu doctorat, que va obtenir el 1952 a la Universitat d'Estocolm, on va esdevenir professora de mecànica i física matemàtica. Durant el període de 1959-63, també va posar en marxa un laboratori de física matemàtica a l'Institut Reial de Tecnologia. El 1963, a la Universitat d'Estocolm, Fischer-Hjalmars va esdevenir la primera dona professora de física teòrica a Suècia, on va ser reconeguda com una popular conferenciant. Va succeir a Oskar Klein en el seu lloc de professor que va mantenir fins 1982.
Va ser membre de l'Acadèmia internacional de ciència quàntica molecular, de la Reial Acadèmia Sueca de Ciències, de la Reial Acadèmia Danesa de Ciències i Lletres, de l'Acadèmia Mundial d'Art i Ciències, i Chair del Standing Committee del Consell Internacional per a la Ciència per la Lliure Circulació de Científics, des d'on va treballar per facilitar la mobilitat dels científics de l'altre costat del teló d'acer.

## Premis
- 1990, Drets Humans de Premi de Científics, Acadèmia de Nova York de Ciències.[4]